# Le Christ dans la maison de Marthe et Marie (Vermeer)
Pour les articles homonymes, voir Le Christ dans la maison de Marthe et Marie.
Le Christ dans la maison de Marthe et Marie (Christus in het huis van Martha en Maria) est l'un des premiers tableaux de Johannes Vermeer peint vers 1655, exposé à la National Gallery of Scotland d'Édimbourg (huile sur toile, 160 × 142 cm).

## La représentation d'une scène évangélique
Voici sa seule scène biblique. Vermeer suit ici le texte d'un épisode bref et célèbre de l'Évangile selon Luc.
Le tableau représente le Christ, entouré par Marthe et Marie, qui habitent à Béthanie, à proximité de Jérusalem. Ce sont les deux sœurs de Lazare, l'un des disciples et amis de Jésus. Marie, assise à ses pieds, écoute ses enseignements, alors que Marthe s'intéresse à bien le recevoir (l’Évangile parle même d’agitation), en lui offrant à manger.
Marthe s’en émeut, et le Christ la rassure, précisant que les deux activités ne sont pas incompatibles au regard de la recherche de la sanctification.
La tradition d’interprétation de l’Église considère toutefois que le Christ établit dans sa réponse une supériorité de la vie contemplative sur la vie active : la scène représentée est assez posée, presque figée, la gestuelle de Marthe assez réduite, l'ensemble traduisant une forte intensité psychologique.

## Description
La scène représente donc les trois personnages autour d’une table. Le Christ est à droite, Marthe derrière la table, et Marie assise devant, aux pieds de Jésus.
Les vêtements mettent en valeur les couleurs primaires, bleu, rouge, jaune. De manière similaire à beaucoup d’autres œuvres de Vermeer, les coiffes des deux sœurs sont blanches, couvrant les cheveux, les oreilles et la gorge de deux femmes (La Leçon de musique interrompue, Soldat et jeune fille riant). Le Christ est quant à lui nu-tête, et son cou est visible.
Marthe qui s’affaire aux tâches de la maison a les manches retroussées. Le regard et les yeux baissés, elle touche une corbeille en osier tressé (vient-elle de la poser ? la déplace-t-elle ?) , dans laquelle se trouve une miche de pain, ronde et entière, rappelant celle de La Laitière.
La table est recouverte d’un tapis de type oriental, visible sur le côté gauche, avec des motifs floraux plutôt rouges et jaunes. Au XVIIe siècle, un tel tapis est trop coûteux pour reposer sur le sol : il constitue un indice d’aisance dans une scène qui se veut par ailleurs plutôt sobre. Si ce tapis semble tomber droit (alors qu’ils sont souvent froissés dans les autres représentations de Vermeer comme La Femme à la balance ou La Dame au collier de perles), une nappe blanche est posée au milieu, sous la corbeille, un peu chiffonnée, et de forme triangulaire. Il est possible d’envisager dans cette composition une allégorie de la Cène et de l’Eucharistie.
Marie de Béthanie, assise sur un petit tabouret aux pieds de Jésus, écoute ses paroles. Elle appuie sa tête sur son poing droit tandis que son coude droit repose sur sa jambe droite. Là encore, petite différence par rapport à la plupart des représentations de Vermeer, dans lesquelles les femmes ne se touchent que très rarement le visage (autre cas identifié : La Maîtresse et la Servante). Marie est pieds nus. Lors de la restauration du tableau en 1901, la signature de Vermeer a été identifiée.
Tout comme ses deux interlocutrices, Jésus, a la bouche fermée et ne parle donc pas, alors que la scène évangélique est justement un dialogue. Un nimbe entoure sa tête. Une touche de blanc dans son œil illumine son visage. L’accoudoir du fauteuil où il semble assis de manière assez relâchée renvoie un reflet, tâche éclairante de blanc dans cette scène plutôt sombre. Sa main droite est ouverte, alors que Vermeer peint usuellement des mains fermées, et son bras droit matérialise la diagonale qui sous-tend toute la scène (du bas à gauche vers le haut à droite). Ses trois doigts, image traditionnelle de la main bénissant, représentent le centre de la toile. Tous ces détails servent à démontrer un caractère surnaturel.

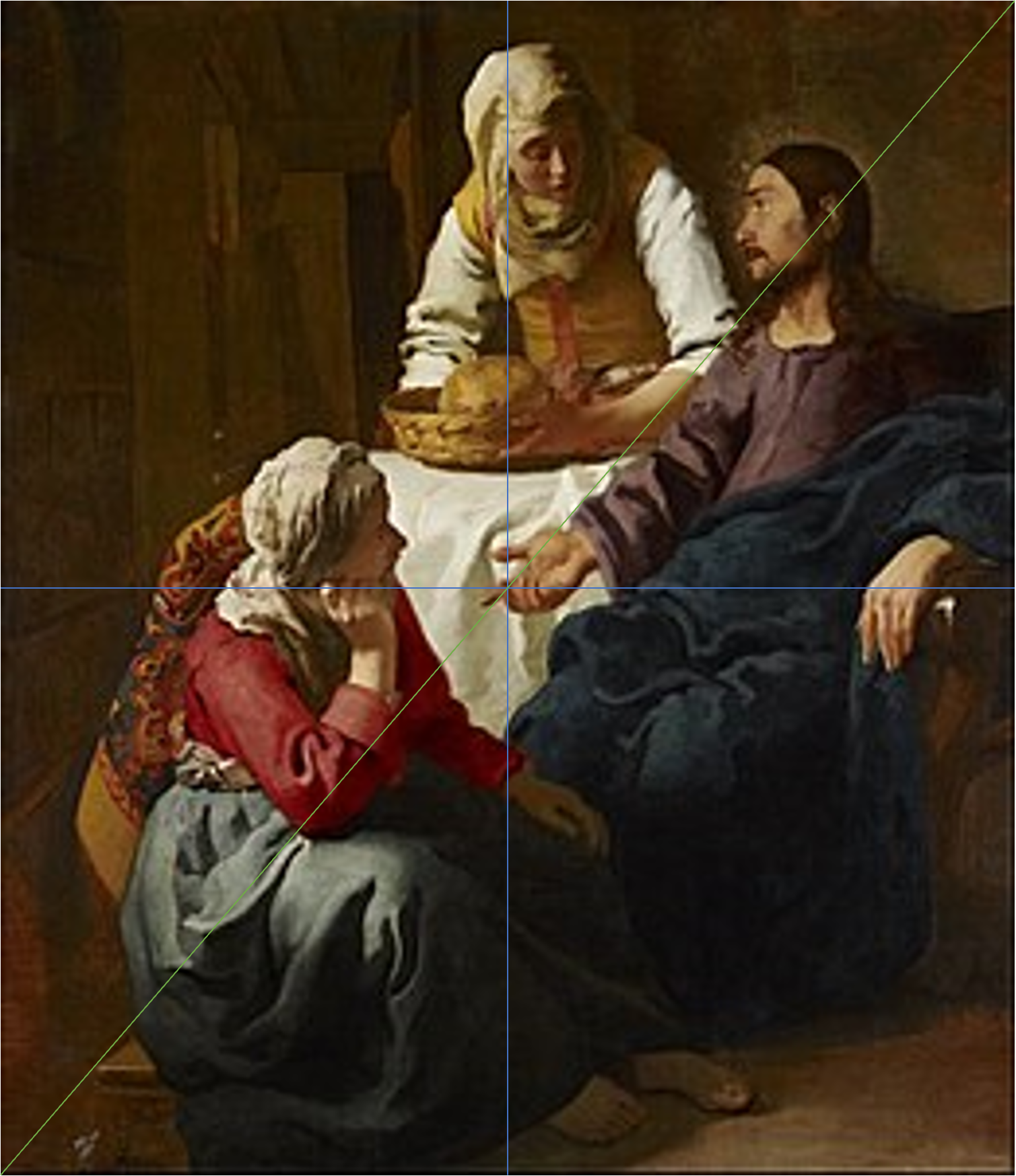
Position centrale de la main droite du Christ sur cette composition

Le sol est sobre, foncé, tout comme l’arrière-fond global, dans des teintes plutôt marron, réduit au regard de la position des personnages qui sont au premier plan et remplissent une grande partie de la surface.
Il est possible de distinguer une sorte de couloir qui longe le bord gauche de la toile conduisant au fond, avec peut-être des meubles ou des recoins, et un vague éclairage provenant d’une source de lumière invisible sur la gauche mais en dehors de la toile.

## Commentaires sur l'œuvre
La composition de ce tableau a souvent été critiquée : le raccourci de l'épaule droite du Christ est maladroite, l'espace trop vaguement indiqué par une cloison, mais l'harmonie claire et chaude des couleurs préfigure un autre Vermeer, celui de la lumière blonde et sereine qui n'annonce jamais le crépuscule, où le temps disparaît doucement, et devenir transparence.

## Un thème récurrent
D'autres artistes ont traité le thème de la visite du Christ chez Marthe et Marie. Par exemple :
- Cornelis Engebrechtsz
- Pieter Aertsen
- Joachim Bueckelaer
- Hans Vredeman de Vries
- Le Tintoret
- Velasquez
- Érasme II Quellin
- Adrian van Utrecht
- Joos Goemare
- Boëtius Adams Bolswert
- Jacob Jordaens
- Eugène Buland

### Histoire et analyses
- Marthe et Marie, Jean-Louis Chrétien, Guy Lafon, Étienne Jolet, Paris, Desclée de Brouwer, 2002  (ISBN 2-220-05060-2)